# كاليوم بول
كاليوم بول (بالإنجليزية: Callum Ball)‏ (8 أكتوبر 1992 بليستر في المملكة المتحدة - ) هو لاعب كرة قدم بريطاني في مركز الهجوم. لعب مع ديربي كاونتي وكوفنتري سيتي ونادي سانت ميرين ونوتس كاونتي ونادي كوربي تاون ونادي توركي يونايتد.

## وصلات خارجية
- كاليوم بول على موقع قاعدة بيانات كرة القدم.إي يو (الإنجليزية)
- كاليوم بول على موقع Soccerbase.com (لاعب) (الإنجليزية)